# Строевское (Рязанская область)
Строевское — село в Путятинском районе Рязанской области, административный центр Строевского сельского поселения.

## Географическое положение
Село расположено на берегу реки Тырница в 6 км на северо-восток от райцентра села Путятино.

## История
Село Строевское (именовалось Хлыстово) «с церковью великого чудотворца Николая» упоминается в окладной книге 1676 года, где показано: двор попов, к церкви разных помещиков дачи земли 4 четверти в поле, сена  50 копен, иных угодий нет. В приходе к той церкви в том селе Хлыстове двор вотчинников, дворов крестьянских 31 двор и бобыльских 4 двора. К той же церкви в приходе деревня Волосатова с 2 дворами помещиков  Бориса и Василия Фроловых, крестьянских 12 дворов, бобыльских 2 двора. Кроме того, в состав Строевского прихода входила новонаселенная деревня Любоцкая с дворами помещиков и 8 крестьянскими дворами. В апреле 1774 года преосвященным Палладием дано было дозволение  на построение в с. Строевском, вместо ветхой, новой деревянной церкви Божией в тоже храмонаименование и на том же кладбище, согласно просьбе того села иерея Киприана Васильева с приходскими людьми, а в апреле 1779 года означенного села помещика – лейб-гвардии Семеновского полка капитана Василия Ивановича Протопопова – староста Федор Никифоров также со всеми прихожанами просил о дозволении новопостроенную церковь, за сгорением прежнего антиминса, на вновь выданном иерею Петру Афанасьеву, которому  и дозволено было освятить Николаевскую церковь храмосвятной грамотой, данной 28 апреля того же 1779 года.
В XIX — начале XX века село входило в состав Путятинской волости Сапожковского уезда Рязанской губернии. В 1906 году в селе было 136 дворов.
С 1929 года село являлось центром Строевского сельсовета Шиловского района Рязанского округа Московской области, с 1935 года — в составе Путятинского района, с 1937 года — в составе Рязанской области, с 1963 года — в составе Шиловского района, с 1977 года — в составе Путятинского района, с 2005 года — центр Строевского сельского поселения.

## Население
| 1859 | 1897 | 1906  | 2010 |
| ---- | ---- | ----- | ---- |
| 621  | ↗883 | ↗1025 | ↘332 |

## Инфраструктура
В селе имеются Строевская начальная школа (филиал МОУ Путятинская средняя школа), дом культуры, фельдшерско-акушерский пункт.

## Достопримечательности
В селе расположена действующая Церковь Николая Чудотворца (1910).